# Twierdzenie Cantora o zupełności
Twierdzenie Cantora – twierdzenie teorii przestrzeni metrycznych autorstwa Georga Cantora będące warunkiem koniecznym i dostatecznym zupełności danej przestrzeni metrycznej: każdy zstępujący ciąg niepustych zbiorów domkniętych o średnicach dążących do zera ma granicę (tj. niepuste przecięcie; zob. zbiory rozłączne).
Dla przestrzeni metryzowalnych pokryciowa definicja zwartości jest równoważna następującej definicji za pomocą ciągów zbiorów: każdy zstępujący ciąg niepustych zbiorów domkniętych ma granicę (tj. niepuste przecięcie). Warunek Cantora jest słabszy niż przytoczona definicja, dlatego każda metryzowalna przestrzeń zwarta jest zupełna. Powyższej obserwacji można również dowieść, powołując się na równoważną (dla przestrzeni metryzowalnych) powyższym definicjom definicję ciągową: z każdego ciągu punktów przestrzeni można wybrać podciąg zbieżny w tej przestrzeni; oraz wykorzystaną w dowodzie własność ciągów Cauchy’ego: punkt skupienia ciągu Cauchy’ego jest jego granicą.

## Dowód
Konieczność
Jeżeli {\displaystyle F_{1}\supseteq F_{2}\supseteq \dots } jest ciągiem zbiorów domkniętych przestrzeni metrycznej {\displaystyle X,} przy czym {\displaystyle \mathrm {diam} \;F_{n}\to 0} oraz {\displaystyle x_{n}\in F_{n},} to {\displaystyle (x_{n})} jest ciągiem Cauchy’ego. Z zupełności {\displaystyle X} wynika, że {\displaystyle a_{n}\to a\in X,} a ponieważ {\displaystyle a_{n}\in \mathrm {cl} \;F_{n}=F_{n}} dla {\displaystyle n=1,2,\dots } (z ich domkniętości), to {\displaystyle a\in \bigcap F_{n}\neq \varnothing .}
Dostateczność
Niech {\displaystyle X} spełnia warunek Cantora, zaś {\displaystyle (a_{n})} będzie ciągiem Cauchy’ego. Zbiory domknięte {\displaystyle F_{n}=\mathrm {cl} \;\{a_{m}\colon m\geqslant n\}} tworzą ciąg zstępujący, dla którego {\displaystyle \mathrm {diam} \;F_{n}\to 0,} zatem istnieje punkt {\displaystyle a\in \bigcap F_{n},} który jest punktem skupienia {\displaystyle (a_{n}),} zatem {\displaystyle a_{n}\to a} na mocy własności ciągu Cauchy’ego.